# Rad (wieś)
Rad (węg. Rad) – wieś (obec) na Słowacji położona w kraju koszyckim, w powiecie Trebišov. Pierwsze wzmianki o miejscowości pochodzą z 1418 roku. 
Według danych z dnia 31 grudnia 2012 roku, wieś zamieszkiwały 554 osoby, w tym 278 kobiet i 276 mężczyzn.
W 2001 roku rozkład populacji względem narodowości i przynależności etnicznej wyglądał następująco:
- Słowacy – 21,93%
- Czesi – 0,71%
- Rusini – 0,89%
- Ukraińcy – 0,18%
- Węgrzy – 75,94%

Ze względu na wyznawaną religię struktura mieszkańców kształtowała się w 2001 roku następująco:
- Katolicy rzymscy – 64,17%
- Grekokatolicy – 22,28%
- Ewangelicy – 0,18%
- Prawosławni – 0,36%
- Ateiści – 2,5%
- Nie podano – 0,89%